# Ruttkay György (író)
Ruttkay György, 1905-ig Rothauser, névváltozata: Ruttkay-Rothauser Miksa (Vác, 1863. szeptember 25. – Budapest, Erzsébetváros, 1913. július 19.) magyar újságíró, színműíró, műfordító.

## Élete
Rothauser Dávid és Berger Julianna fia. Tanulmányait Budapesten és Bécsben végezte. 1881-től a Neues Pester Journal munkatársa, 1890-től a Pester Lloyd tárcaírója, majd színikritikusa. Számos színpadi művet írt. Több egykorú magyar drámát és regényt fordított németre. Tagja volt a Nemzeti Színház drámabíráló bizottságának. Hivatalos névváltoztatása előtt a magyarul megjelenő írásaiban legtöbbször a Ruttkay György írói nevet használta, míg a német sajtóban a Rothauser Miksa nevet. 1913. július 19-én a budapesti Grünwald Szanatóriumban hunyt el.

## Magánélete
Felesége Berman Klára volt, Berman Ignác nagykárolyi gőzmalom-tulajdonos lánya.
Fia Ruttkay György (1890–1955) újságíró, színműíró.

## Főbb művei

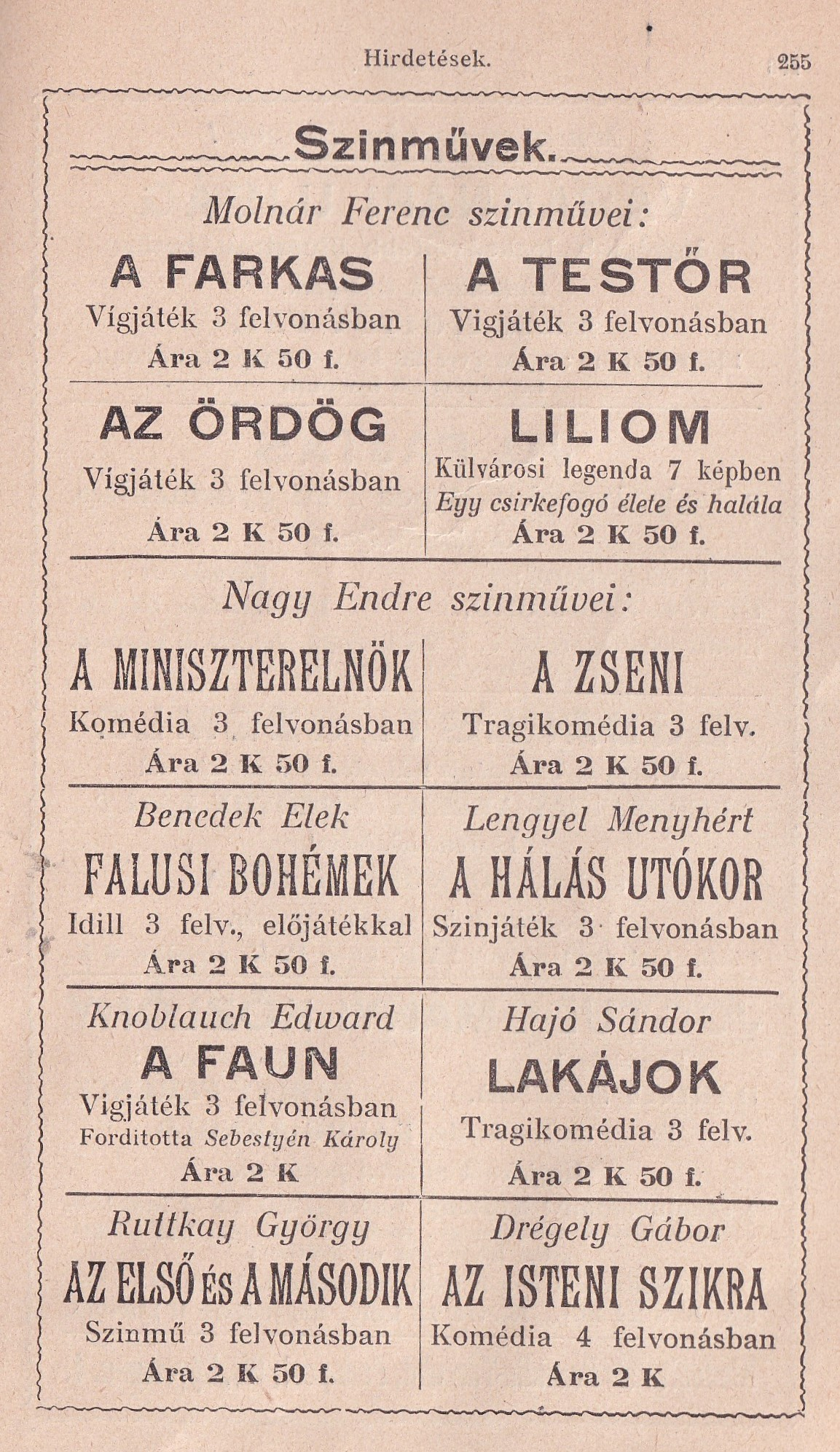
Az első és a második című művének korabeli hirdetése

- Peking rózsája (operett 3 felvonásban, zenéjét szerezte: Sztojanovits Jenő, bemutatva: Népszínház, 1888)
- Holtomiglan (népszínmű, bemutatva: Népszínház, 1896)
- Moharózsa (dalmű, zenéjét szerezte: Hubay Jenő, bemutatva: Opera, 1903)
- Sötétség (színmű, bemutatva: Nemzeti Színház, 1903)
- A rikkancs (nagyoperett 2 felvonásban. Társszerző: Mérei Adolf. Zenéjét szerezte: August Stoll. Bemutatva: Magyar Színház, 1904)
- Vénusz (vígjáték, bemutatva: Nemzeti Színház, 1906)
- A pesti háziúr (énekes életkép, a Holtomiglan című népszínművének átdolgozása. Zenéjét szerezte: Zerkovitz Béla. Bemutatva: Városligeti Színkör, 1910)
- Az első és második (színmű 3 felvonásban. Bemutatva: Nemzeti Színház, 1913)